# Xiaomyia aequipedes
Xiaomyia aequipedes är en tvåvingeart som beskrevs av Ole Anton Saether och Wang 1993. Xiaomyia aequipedes ingår i släktet Xiaomyia och familjen fjädermyggor.
Artens utbredningsområde är Guangdong (Kina).